# Ernst-Grube-Stadion
Le Ernst-Grube-Stadion est un ancien stade omnisports allemand, principalement utilisé pour le football et l'athlétisme, situé à Gübser Weg, quartier de la ville de Magdebourg, en Saxe-Anhalt.
Le stade, doté de 25 800 places et inauguré en 1955 puis détruit en 2005, servait d'enceinte à domicile à l'équipe de football du 1. FC Magdebourg, ainsi qu'à l'équipe d'athlétisme du Sportclub Magdebourg.
Il porte le nom d'Ernst Grube, resistant local contre le régime nazi.

## Histoire
Après la Seconde Guerre mondiale, la ville de Magdebourg envisage d'ériger un centre sportif composé entre autres d'un stade d'une capacité de 80 000 personnes et d'un natatorium, projet qui est finalement abandonné.
Au lieu de cela, la ville décide finalement de construire un nouveau stade à l'est de l'Elbe, sur le site du stade du SV Victoria 96 Magdebourg. Afin d'ériger les tribunes, 150 000 m³ de gravats sont transportés des ruines de la ville, détruite durant la guerre.
Le stade, équipé d'une piste d'athlétisme, ouvre ses portes en 1955 (à la place de l'ancien Viktoria-Platz). Il est inauguré le 18 septembre 1955 devant une foule de 40 000 personnes venus assister à une victoire 3-0 des locaux de l'équipe nationale B de RDA sur la Roumanie B.
Il ferme définitivement en décembre 2004, pour être démoli quelques mois plus tard entre mars et juin 2005, pour laisser place au nouveau grand stade de la ville, la MDCC-Arena Magdeburg (construite en juillet 2005 et inaugurée en décembre 2006).

## Galerie

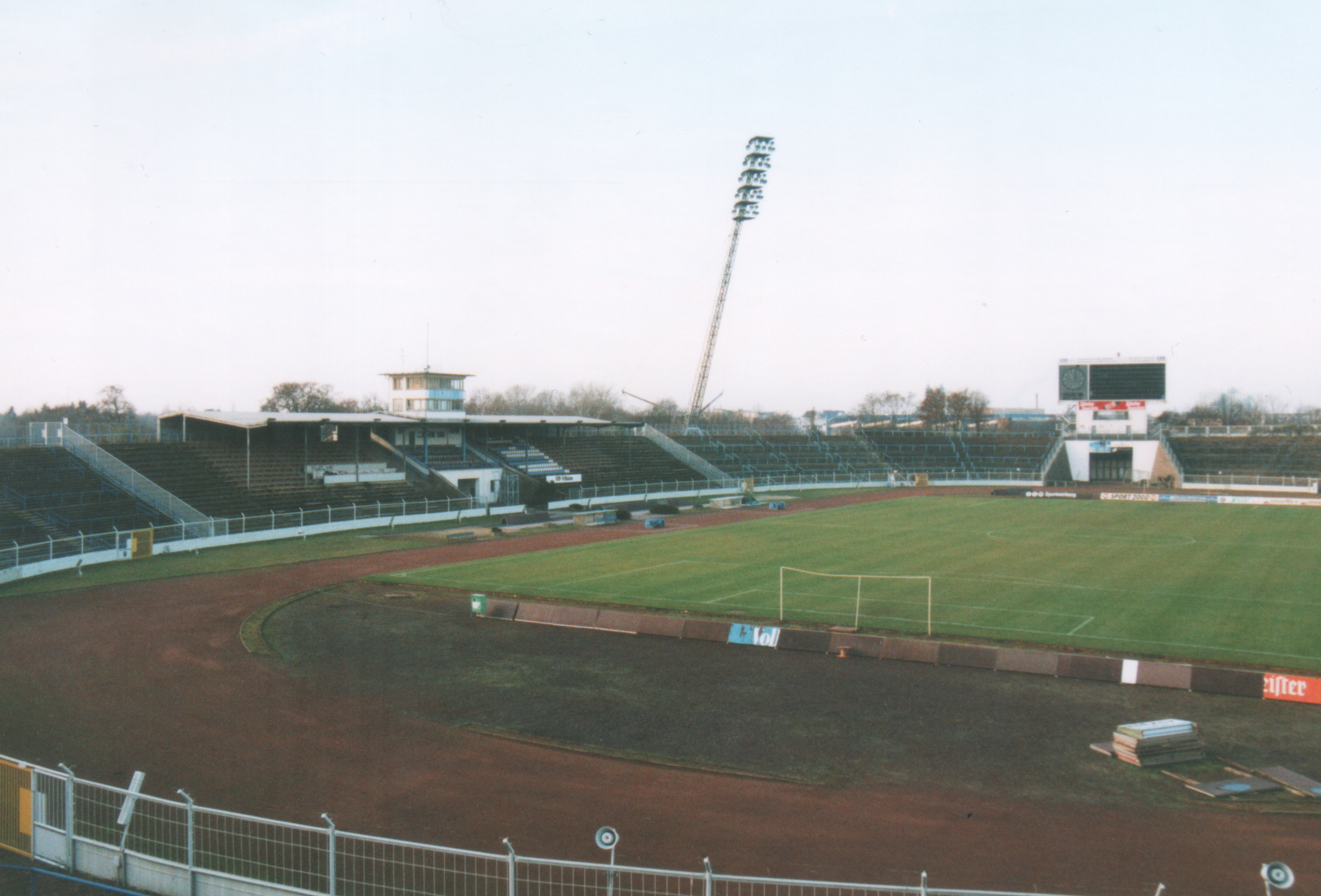
Tribune principale du stade
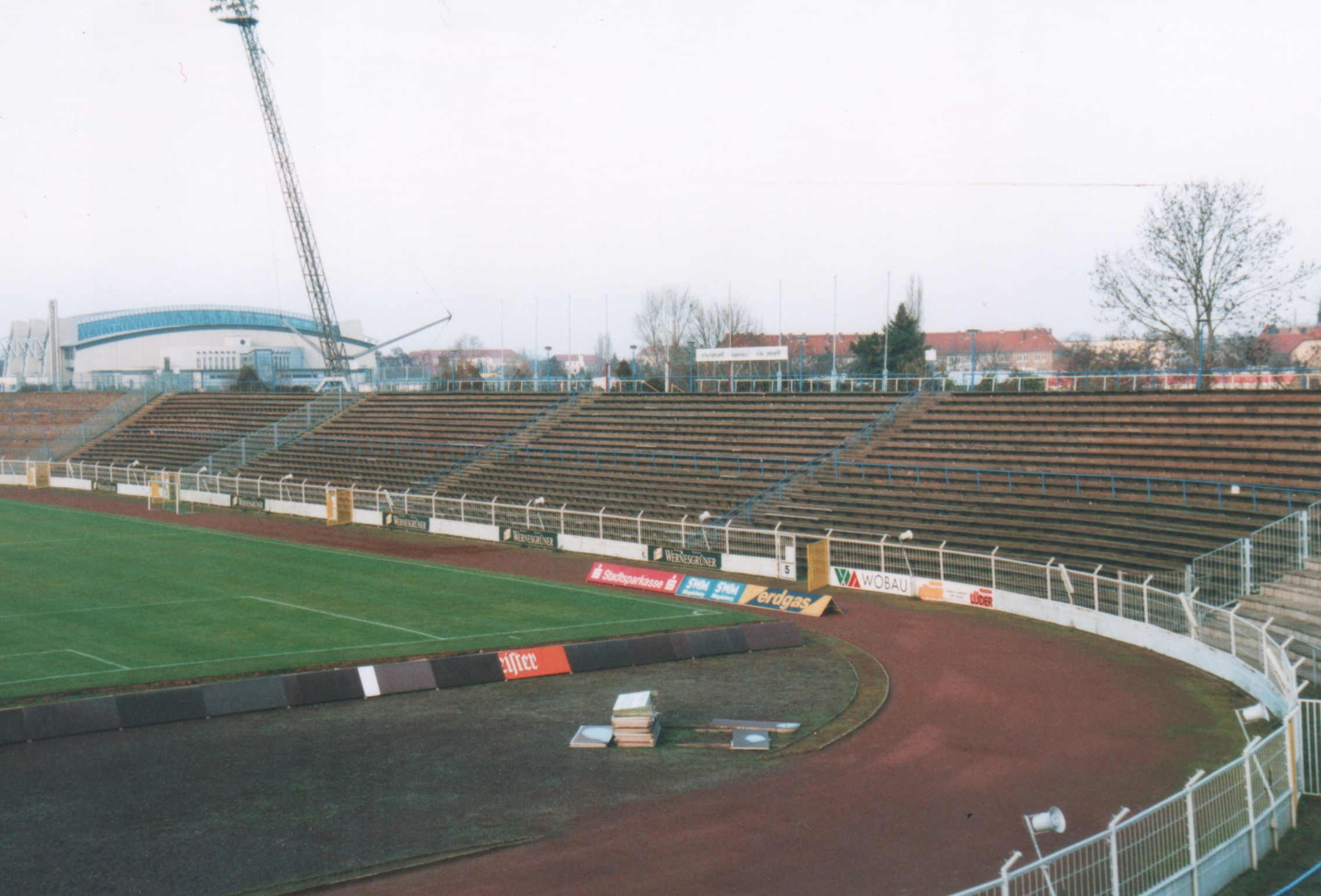
Tribune opposée
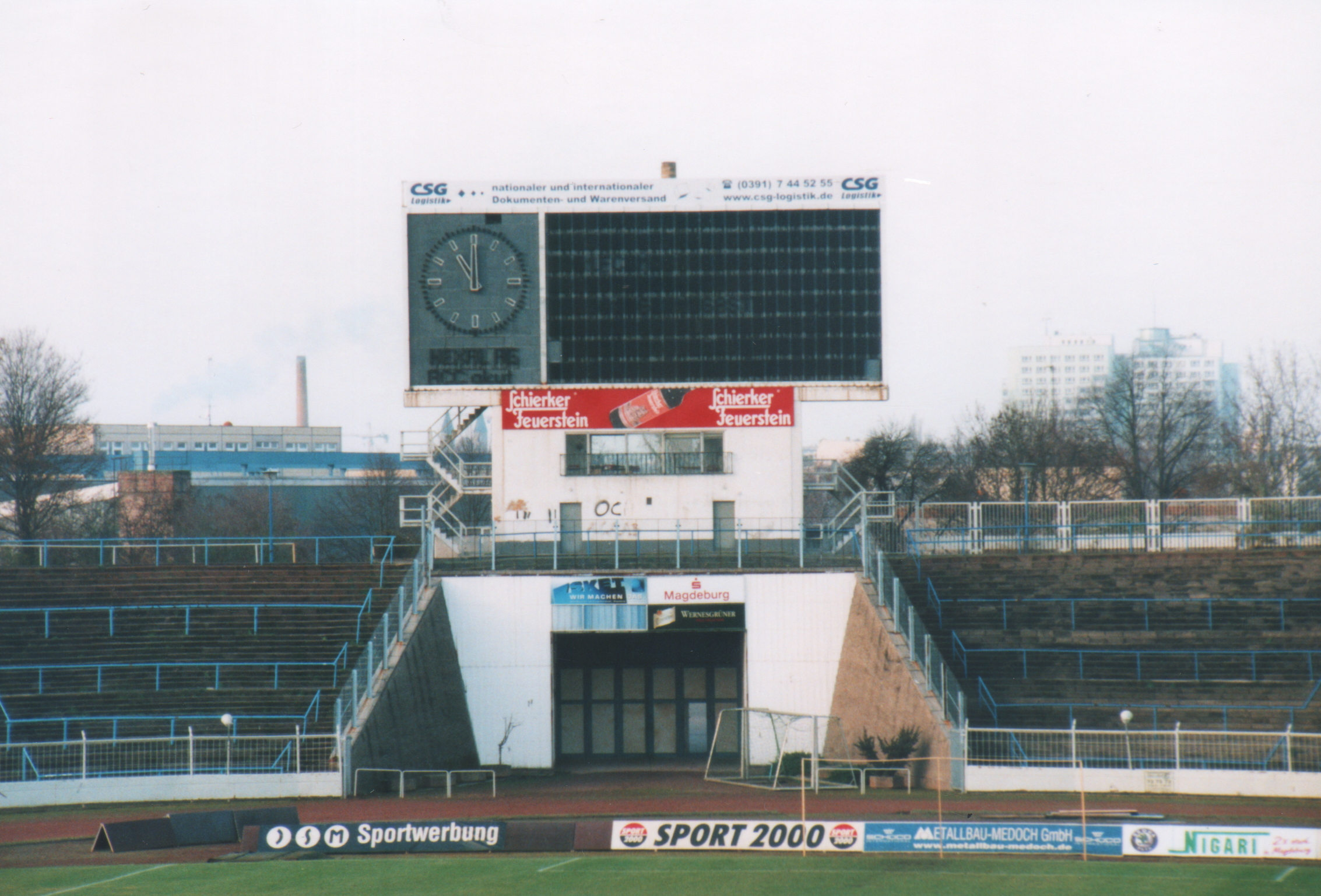
Tableau de bord
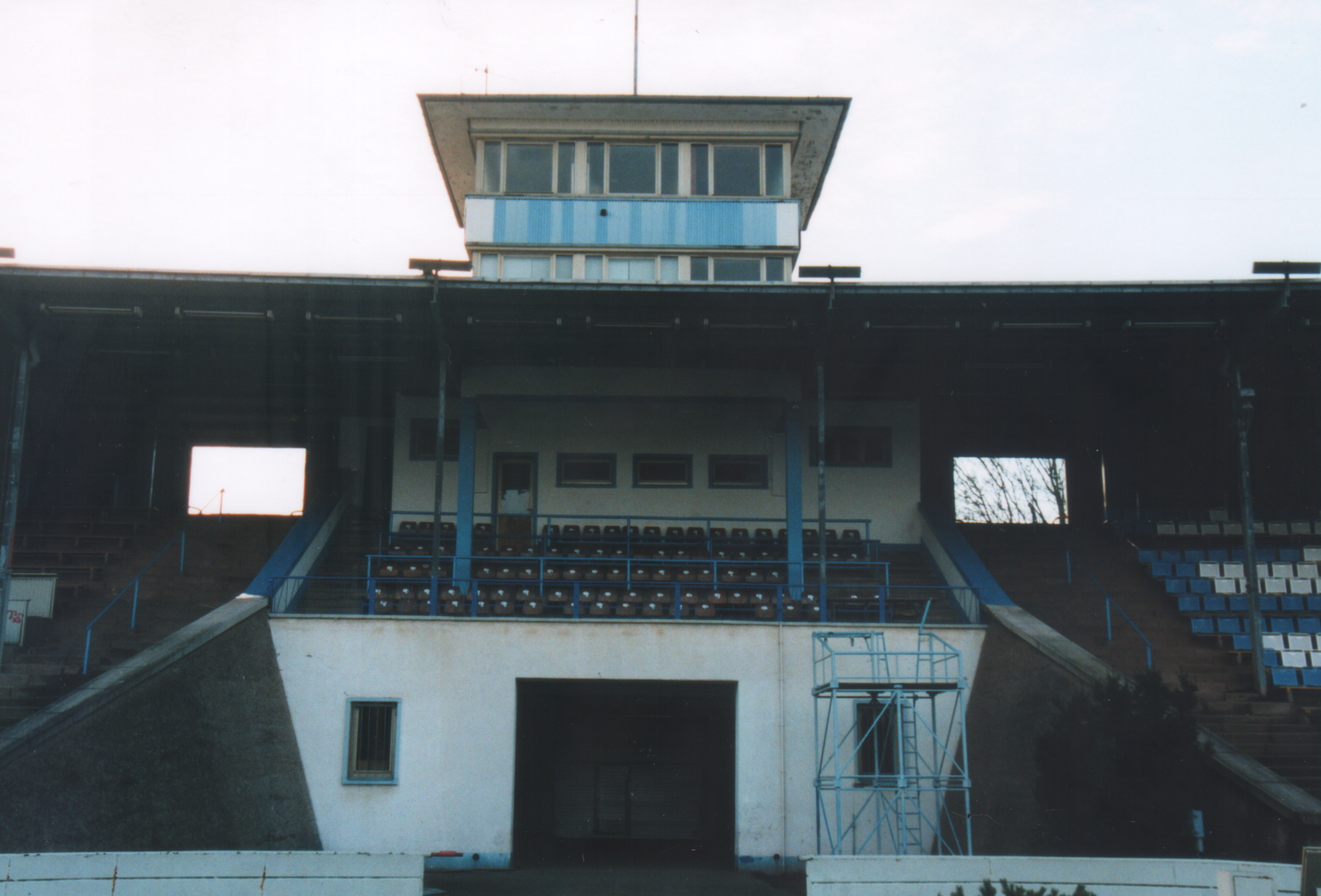
Tour de haut-parleur
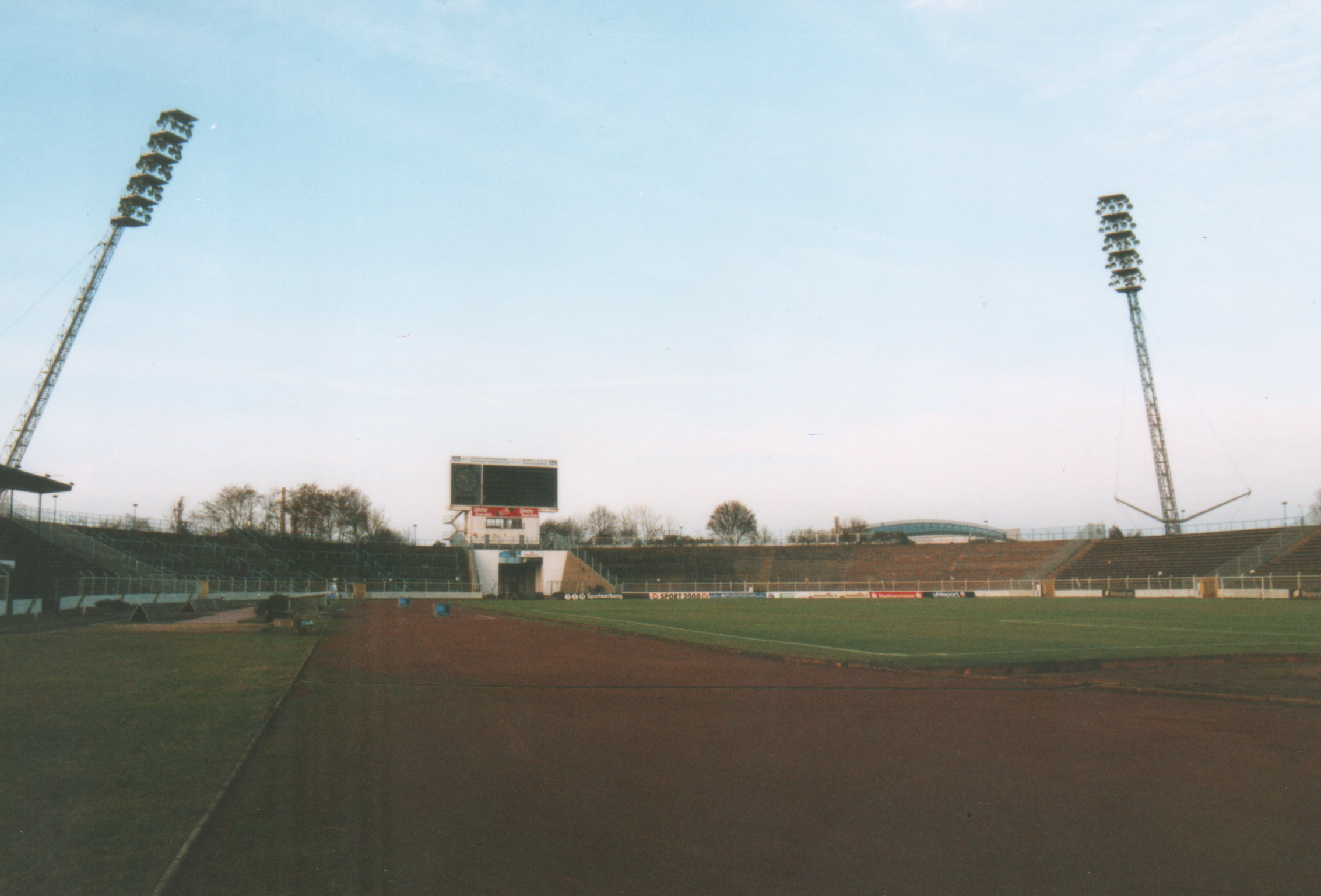
Piste de course
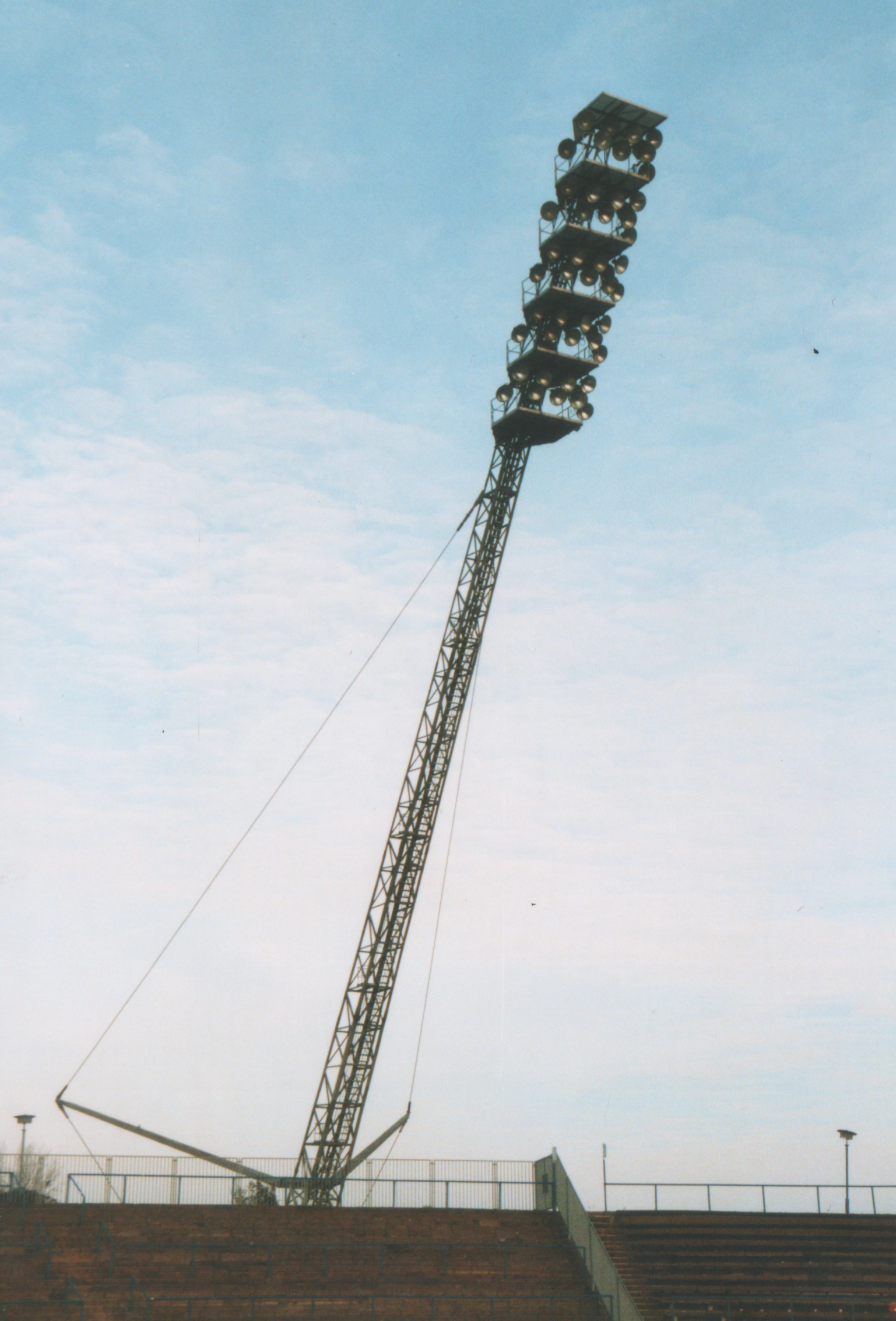
Poteau de projecteur
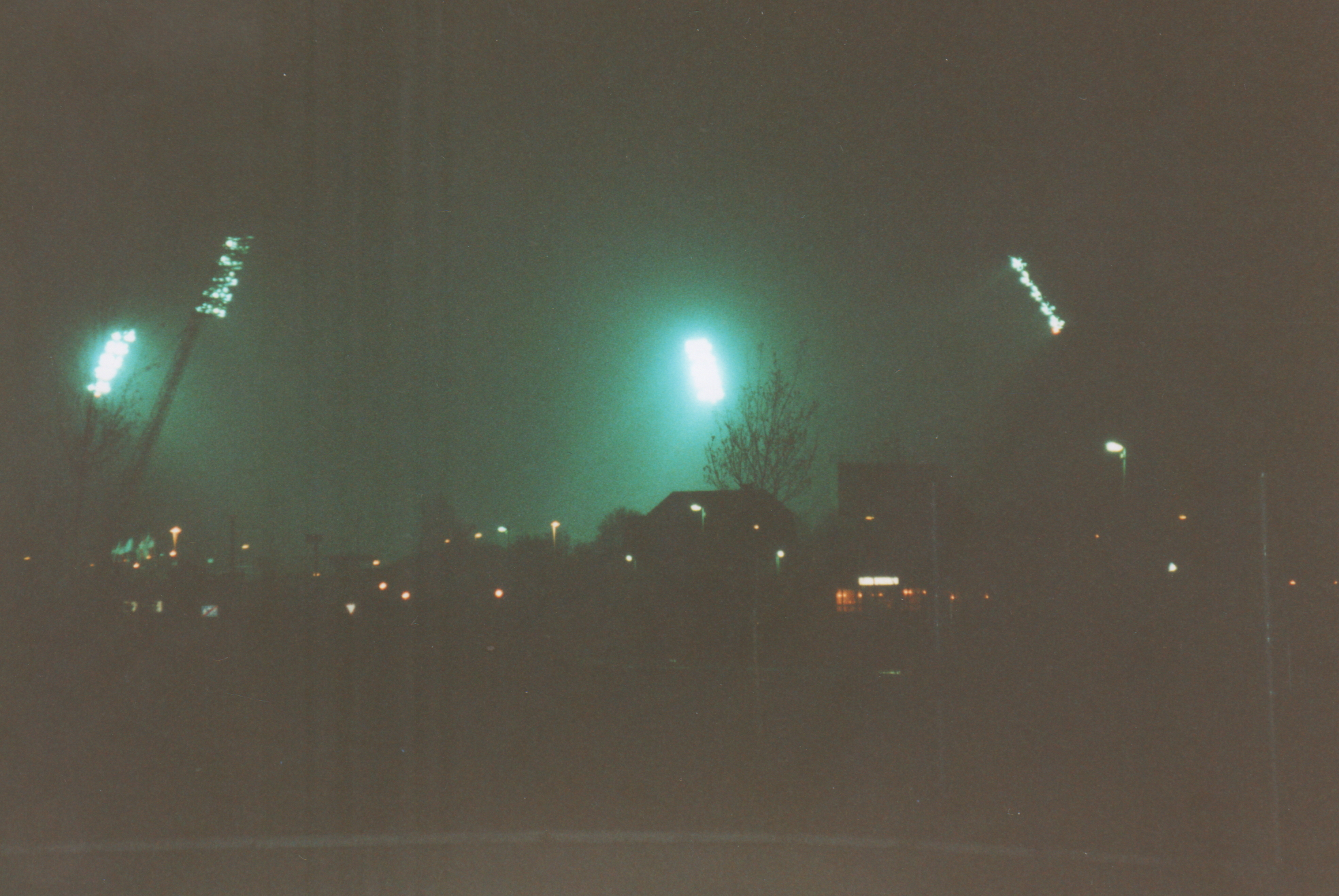
Projecteurs